# Ekaterina Feoktistova
Pour les articles homonymes, voir Feoktistov.
 (avril 2020).
Si vous disposez d'ouvrages ou d'articles de référence ou si vous connaissez des sites web de qualité traitant du thème abordé ici, merci de compléter l'article en donnant les références utiles à sa vérifiabilité et en les liant à la section « Notes et références ».
Ekaterina Alekseevna Feoktistova (ou Alekseyevna ) (russe : Екатерина Алексеевна Феоктистова), née le 18 mars 1915 et morte le 5 janvier 1987, est une chimiste soviétique ukrainienne, ingénieure, physicienne et experte en explosifs. Elle a travaillé sur le projet de bombe atomique soviétique. 

## Biographie
Ekaterina Alekseevna Feoktistova naît le 18 mars 1915 à Petrograd. Ses parents sont d'origine noble mais elle passe son enfance dans la pauvreté.  
À 18 ans, elle commence à travailler comme chimiste à l'usine textile de Krasnaya Nity à Kharkiv en Ukraine. Elle étudie à l'Université nationale de Kharkiv en 1934 et en 1935 à l'Institut polytechnique de Kiev. En 1937, elle est transférée dans un département spécial de l'Institut chimique et technologique de Leningrad. Elle y obtient un diplôme d'ingénieur-technologue. Au cours de ces années, elle pilote des avions et saute en parachute.  
Lorsque l'Allemagne nazie envahit l'Union soviétique en 1941, Feoktistov est évacuée à Sverdlovsk, où elle travaille comme ingénieur des procédés à la Société Minière Scientifique de l'Oural. En 1942, elle est affectée à l'usine 46 du ministère des Armements en tant qu'ingénieur principal, puis en 1942, au bureau de conception des cartouches du ministère à Kuntsevo, dans l'Oblast de Moscou.  
Elle retourne à l'Institut de Leningrad en 1945 en tant que chargée de recherche, puis chargée de recherche principale, tout en poursuivant ses études supérieures. Entre 1946 et 1947, elle est instructrice indépendante du Comité du parti communiste du district Frunzensky. Elle obtient son doctorat en 1947.  
En décembre de la même année, elle est envoyée au centre de recherche nucléaire secret KB-11 (aujourd'hui l'Institut panrusse de recherche scientifique de physique expérimentale (VNIIEF)). 
Au KB-11, elle travaille dans le laboratoire n °2 sous la direction du principal chercheur en explosifs, Alexandr Belyaev. Ses recherches concernent le TNT / RDX, qui sera utilisé dans les premières bombes nucléaires soviétiques. Ce travail lui vaudra le premier de ses prix d'État en 1950. En 1951 et 1952, elle dirige un groupe d'expérimentation sur les champs magnétiques pulsés et les courants produits par les explosifs, basés sur les principes du principal concepteur de bombes nucléaires Andrei Sakharov. 
Feoktistov devient chef de laboratoire en 1952. En juin 1955, le laboratoire est officiellement transféré dans un nouveau centre de recherche et de développement nucléaire, NII-1011 (VNIITF) à Tcheliabinsk-70 (dans la ville de Snejinsk). Elle demeure cependant au KB-11 où elle étudie l'effet de l'irradiation d'un réacteur nucléaire sur les explosifs. Elle est l'une des dernières à passer au NII-1011 (son collègue étudiant à l'Institut industriel de Kiev, George Lominsky, en deviendra le chef). En 1959 et 1961, elle est élue au comité du parti communiste Tchelyabinsk-70 et devient députée du Conseil régional des travailleurs, puis membre du Comité central du syndicat.  
Ses recherches sont ensuite entièrement consacrées à l'amélioration de la charge à base de RDX utilisée comme arme nucléaire. Elle obtient des résultats avec l'utilisation du HMX (ou octogène) qui permet une augmentation significative de la libération d'énergie et est testé pour la première fois avec une petite charge nucléaire le 21 octobre 1968. 
En 1969, elle obtient un doctorat ès sciences. À partir de 1979, bien que retraitée, elle continue à travailler comme chercheuse principale au NII-1011. Au cours de sa carrière, elle est membre de la commission des matériaux explosifs du ministère de la Construction de machines moyennes (le ministère d'État pour la production d'armes nucléaires) et membre du conseil décernant les doctorats.  
Elle décède à Snejinsk en 1987.  

## Distinction
- 1950 : Prix du Conseil des ministres de l'URSS.
- 1952 : Ordre du Drapeau rouge du travail
- 1956 : Ordre de Lénine
- 1951 et 1953 : Prix d'Etat de l'URSS (2e et 3e degré).
- 1970 : Prix d'État de l'URSS
- 1975 : Freeman de Snezhinsk.